# Lindau 21
Lindau 21 war ein Projekt zur Neuordnung der Eisenbahnanlagen im Raum Lindau (Bodensee). Der Bahnhof Lindau-Insel (damaliger Lindauer Hauptbahnhof), ein Kopfbahnhof, dessen Gleise kurz vor dem Ufer der Lindauer Insel enden, wurde durch einen viergleisigen Durchgangsbahnhof auf dem Festland ergänzt, dem Bahnhof Lindau-Reutin. Lindau 21 zählte zu den Projekten Bahnhof 21 der Deutschen Bahn (DB).
Anfang der 2010er Jahre wurde ein Nachfolgeprojekt auf den Weg gebracht, das eine Kombination von Durchgangsbahnhof auf dem Festland und Kopfbahnhof auf der Insel vorsah.

## Geschichte

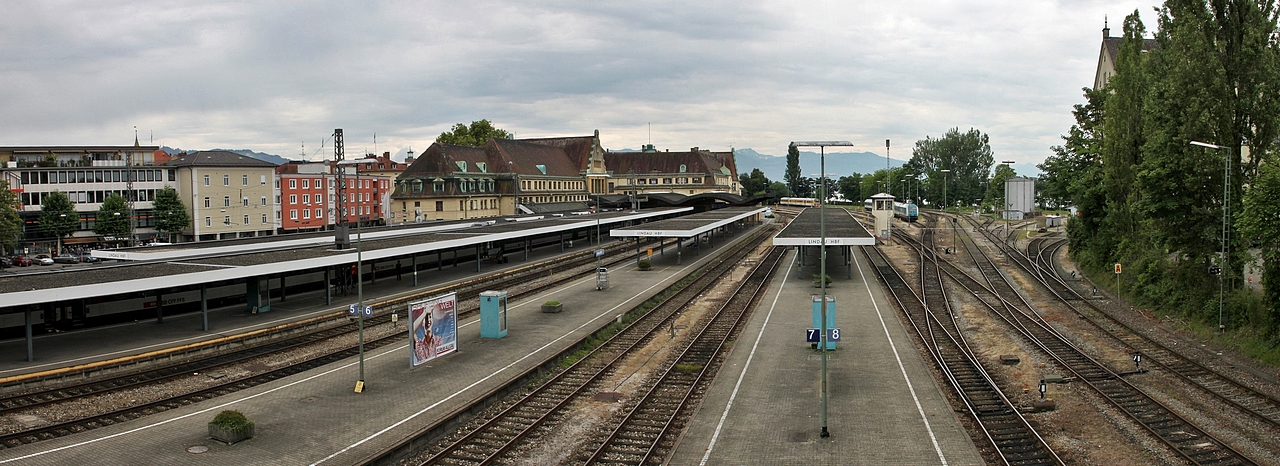
Gleisanlagen des Bahnhof Lindau-Insel, ehem. Lindau Hbf

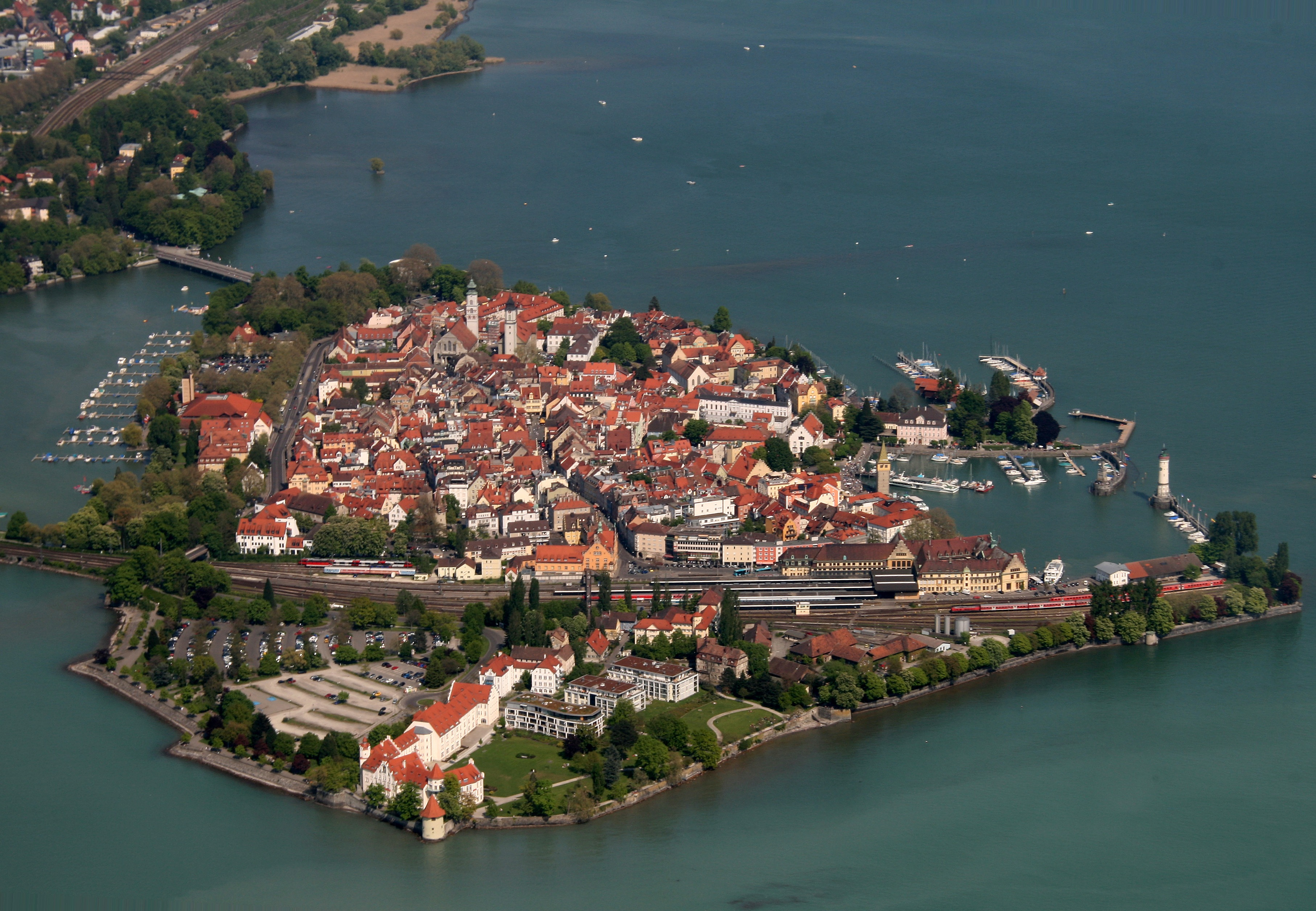
Der ehemalige Hauptbahnhof auf der Insel westlich des Zentrums mit dem Bahnhof Reutin nordöstlich davon auf dem Festland (links oben)

### Erste Konzeption
Die Planung eines neuen Hauptbahnhofs für Lindau in Reutin begann 1995. Dazu sollte das Gelände des ehemaligen Güterbahnhofs Lindau-Reutin, ein Trennungsbahnhof, in welchem die Aeschacher Kurve in die Bahnstrecke Lindau–Bludenz einmündet, genutzt werden und den alten Hauptbahnhof komplett ersetzen. Maßgeblicher Grund dafür war, dass die Konzeption der Bahnanlagen in Lindau im Prinzip aus der Zeit vor deren Eröffnung 1853 stammt und nicht mehr zeitgemäß war. Die Siedlungsstruktur hatte sich grundlegend verändert; von der auf ca. 25 000 Einwohner angewachsenen Lindauer Bevölkerung lebten nur noch etwa 3 000 auf der mit Straßenverkehr ohnehin überlasteten Insel. Der Kopfbahnhof war für durchgehenden Verkehr, das heißt den Fahrtrichtungswechsel der Fernverkehrszüge auf der Strecke Zürich–Bregenz–Lindau–München, betrieblich ungünstig und die Güterverkehrsanlagen für das noch bestehende Aufkommen überdimensioniert. Auch wirtschaftliche Gründe sprachen für den neuen Standort. Außerdem mussten die Bahnanlagen modernisiert werden, da sie unterdimensioniert und technisch überholt waren. Das Stellwerk war zu erneuern, und sechs höhengleiche Bahnübergänge sollten beseitigt werden. Das Vorhaben war Teil des Ausbaus der Verbindung München–Memmingen–Lindau–Bregenz–Zürich.

### Planung 1997
Im April 1997 kündigte die Deutsche Bahn unter dem Arbeitstitel Lindau 21 an, den Kopfbahnhof der Stadt durch einen Durchgangsbahnhof zu ersetzen. Der Verkehr zwischen München und Zürich sollte damit wesentlich beschleunigt werden. In Verbindung mit Streckenausbau und -elektrifizierung sowie dem Einsatz von Neigetechnik-Zügen sollte die Fahrzeit zwischen München und Zürich um eine Stunde verkürzt werden.
Als Standorte für einen Durchgangsbahnhof auf dem Festland wurde neben dem Güterbahnhof Reutin auch der Europaplatz erwogen. Als Vorteil der Europaplatz-Variante galt die Erreichbarkeit der Innenstadt zu Fuß, während der Reutiner Standort etwa zwei Kilometer entfernt liegt. An beiden Standorten waren je zwei Durchgangsgleise und zwei Überholungsgleise vorgesehen. Die Deutsche Bahn sicherte zu, an beiden Standorten auch in Zukunft alle Züge halten zu lassen. Der damalige Vorstandsvorsitzende der Deutschen Bahn AG, Heinz Dürr, forderte eine Standortentscheidung seitens der Stadt Lindau bis Ende 1997 und gab die Gesamtkosten für den Neubau von Stellwerk und Bahnhof mit 70 Millionen DM an. Der Großteil der Kosten sollte durch den Verkauf von rund 35 Hektar nicht mehr benötigter Bahnflächen des dann alten Hauptbahnhofs und in Reutin aufgebracht werden. Die Inbetriebnahme sollte, bei günstigem Ablauf, etwa fünf Jahre später erfolgen.
Die Entscheidung, den Stadtbahnhof aufzugeben, wurde von Pro Bahn und von Bürgern kritisiert. Ende November 1997 sprach sich der Stadtrat dafür aus, den Inselbahnhof zu erhalten, und schlug eine Verschiebung des Empfangsgebäudes um 200 Meter vor. Mitte Juli 1999 endete eine Abstimmung über das Projekt im Stadtrat mit einem Patt, womit das Projekt abgelehnt war.

### Planung 2002

#### Erste Planung
Anfang Juni 2000 kündigte die Deutsche Bahn erneut an, den bestehenden Kopfbahnhof aus Kostengründen aufzugeben. Im Dezember 2002 wurde ein entsprechendes Planfeststellungsverfahren eingeleitet. Die Unterlagen wurden im Dezember 2003 öffentlich ausgelegt und im April 2004 erörtert. 2005 wurden Einwendungen in die Planung eingearbeitet. Der Planfeststellungsbeschluss wurde für 2005 erwartet, der Baubeginn für 2007. Die geschätzten Kosten des Projekts wurden 2005 mit rund 65 Millionen Euro beziffert.
Umstritten war in der Öffentlichkeit weiter, ob der bestehende Kopfbahnhof bestehen bleiben sollte. Während die Stadt auf dessen Erhalt beharrte, lehnte die Deutsche Bahn das ab. Nach ihren Angaben bedeutete das Mehrkosten bis zu 25 Millionen Euro. Um die geplante Reisezeitverkürzung zwischen München und Zürich insgesamt realisieren zu können, sei ein Durchgangsbahnhof in Lindau erforderlich.

#### Kompromisslösung
Am 31. Mai 2011 kündigte die Deutsche Bahn an, im weiteren Dialog mit der Stadt bis spätestens Herbst 2011 eine Entscheidung zu treffen. Neben den Varianten für den Reutiner Durchgangsbahnhof werde dabei nun auch eine Variante zur Modernisierung des bestehenden Bahnhofs geprüft. Bei einem Gespräch wurde Anfang August 2011 ein Kompromissvorschlag zur Diskussion gestellt. Dieser sah einen Erhalt des Inselbahnhofs für den Großteil des Regionalverkehrs sowie einen reduzierten Reutiner Durchgangsbahnhof für den Fern- und einen Teil des Regionalverkehrs vor. Eine solche Investition ließe, so die Deutsche Bahn, allerdings keine darüber hinausgehenden Investitionen, wie etwa Lärmschutz entlang der Bestandsstrecke, zu. Ferner könne ein Erhalt des Fernverkehrshalts Lindau nicht zugesagt werden. Eine vom Stadtrat geforderte Lösung eines Durchgangsbahnhofs in Reutin, mit Erhalt des bestehenden Bahnhofs, wurde von der Deutschen Bahn aus Kostengründen abgelehnt.

#### Erster Bürgerentscheid
Am 25. Oktober 2011 stimmte der Lindauer Stadtrat in einer öffentlichen Sitzung mit 20:10 für diese so genannte „Kombilösung“. In einer weiteren Abstimmung wurde ein Bürgerentscheid dazu mit 19:11 Stimmen beschlossen. Der Bürgerentscheid wurde am 11. Dezember 2011 durchgeführt. Bei einer Beteiligung von 40,86 % stimmten 61,03 % für die Kombilösung, 38,97 % dagegen. Die Deutsche Bahn / DB Netz bat das Eisenbahn-Bundesamt daraufhin um Einstellung des Planfeststellungsverfahrens.

#### Zweiter Bürgerentscheid
Die Bürgerinitiative „Hauptbahnhof Reutin“ mit dem ehemaligen CSU-Oberbürgermeisterkandidaten Rainer Rothfuß als Vorsitzendem forderte einen weiteren Bürgerentscheid. Ihrer Meinung nach sollte auch über eine Lösung „Hauptbahnhof in Reutin mit eingleisiger Inselanbindung“ abgestimmt werden. Dieser Bürgerentscheid fand am 18. März 2012 statt. Bei einer Beteiligung von 43,97 % sprachen sich 53,13 % für und 46,87 % gegen den Vorschlag aus. Damit war das gesetzliche Quorum erfüllt, das Votum für einen Hauptbahnhof in Reutin somit für den Stadtrat bindend und das Ergebnis des vorherigen Ratsentscheids hinfällig.

#### Dritter Bürgerentscheid
Ein dritter Bürgerentscheid am 22. Juli 2012 befand darüber, wie der Ersatz der Bahnübergänge Langenweg und Bregenzer Straße gestaltet werden sollte. Eine Bürgerinitiative forderte Überführungen, ein Ratsbegehren dagegen Unterführungen. Beide Begehren scheiterten, weil nur 26,6 % der Berechtigten abstimmten, das erforderliche Quorum damit verfehlt wurde. Die Ergebnisse der Entscheide waren für den Stadtrat deshalb rechtlich nicht bindend.

### Folgen

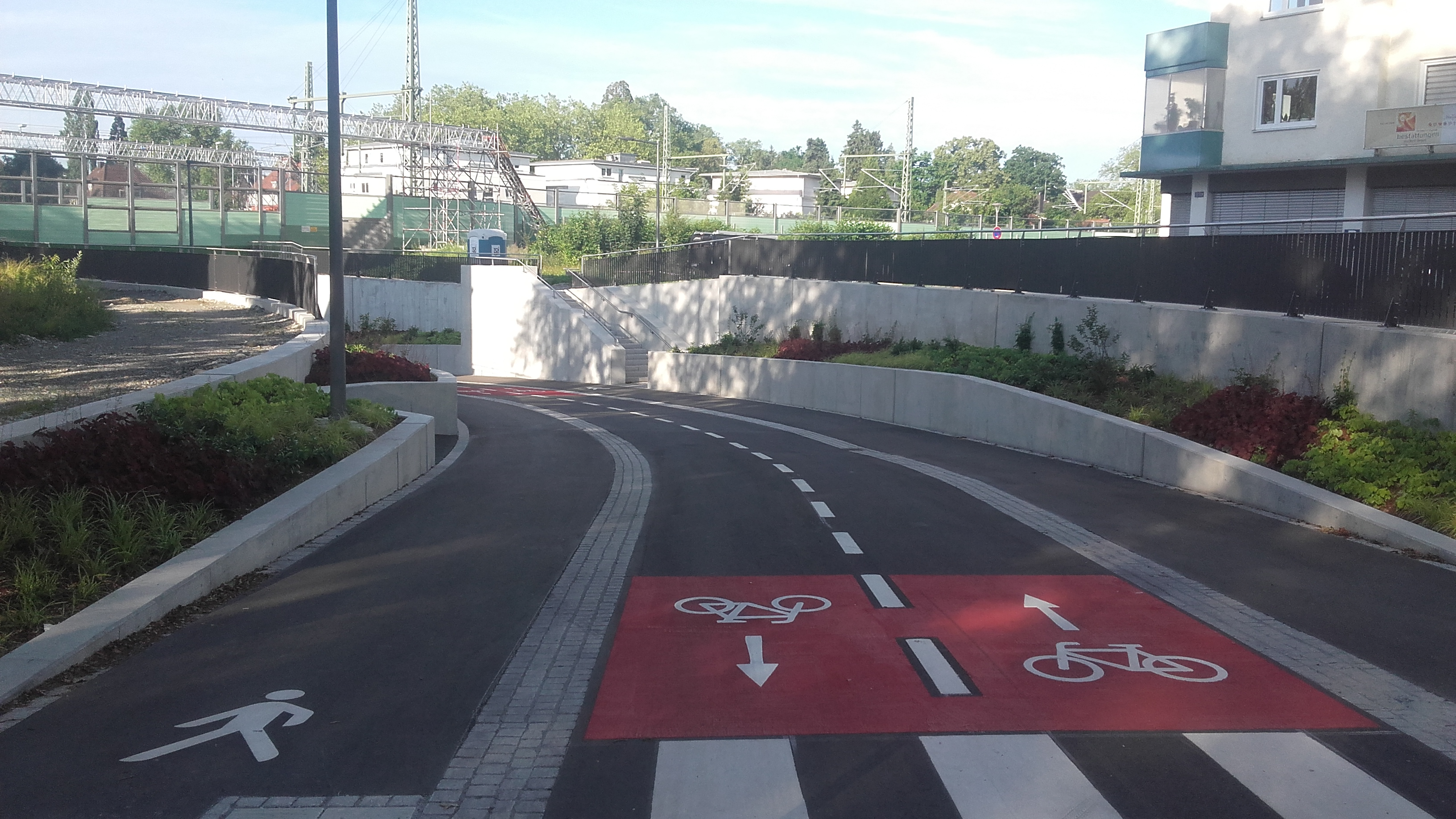
Neu hergestellte Unterführung Bregenzer Straße (2021)

Vier Monate nach dem zweiten Bürgerentscheid erklärte die Deutsche Bahn Ende Juli 2012, dass sie nun neu und mit zwei Bahnhöfen plane. Der Inselbahnhof sollte dabei deutlich verkleinert werden.
Die örtliche CSU versuchte, den Bürgerentscheid rückgängig zu machen. Die Oberbürgermeisterin Petra Seidl (Freie Wähler) verfehlte bei der folgenden  Oberbürgermeisterwahl 2012 die Stichwahl, Nachfolger wurde Gerhard Ecker, SPD.
Um den Bürgerentscheid umzusetzen, war ein neues Planfeststellungsverfahren notwendig.
Der Bahnübergang Langenweg wurde 2019 durch eine Straßenunterführung und der Bahnübergang Bregenzer Straße bis Frühjahr 2021 durch eine Unterführung für Fußgänger und Radfahrer ersetzt.